# Thompsonella garcia-mendozae
Thompsonella garcia-mendozae är en fetbladsväxtart som beskrevs av P.Carrillo och Perez-calix. Thompsonella garcia-mendozae ingår i släktet Thompsonella och familjen fetbladsväxter. Inga underarter finns listade i Catalogue of Life.